# Татар-Улканово
Татар-Улканово (баш. Татар-Олкан) — село в Туймазинском районе Башкортостана, административный центр Татар-Улкановского сельсовета.

## История
Село в письменных источниках впервые упоминается в 1736 году.
Деревню населяли преимущественно тептяри (по данным переписи в 1762 г. 100 % жителей составляли ясачные татары, позже переведенные в сословие тептярей, при переписях 1795—1859 гг. тептяри составляли 80-85 % жителей), башкирцы, чуваши (чуваши находились в сословии государственных крестьян, после издания манифеста об отмене крепостного права 1862 года, в 3-4 верстах образуют в 1870 году свое поселение из 15 дворов, получившее в дальнейшем название Улкан чувашский, а позднее Чуваш-Улканово).
Договор припуска от 1 января 1736 г. был оформлен между тамьянцами Тамьянской волости Бузулукского уезда Ногайской дороги и вотчинниками кыр-еланцами Кыр-Еланской волости Казанской дороги — за припуск было уплачено 100 руб. и установлен ежегодный размер оброка по 10 коп. с каждого двора. Хотя указывается, что это было узаконение их «давнего пребывания» в д. Улканово. Схожая картина с поздней регистрацией пребывания отмечается и среди служилых татар — так, Исмагил Ибрагимов с сыном Исхаком из сословия служилых татар (выходцы из д. Починка Царевококшайского уезда Казанского наместничества) проживали в селе Улканово с 1775 г., тогда как их пребывание было узаконено лишь спустя два десятилетия — двумя договорами от 22.04.1792 г. и 28.04.1795 г. (в дальнейших переписях сословие служилых татар не выделяется, ввиду включения в сословие тептярей). Чуваши во главе с Марком Григорьевым «с товарыщи» с 15 душами мужского пола (выходцы из Ядринского уезда Казанской губернии) были припущены к селу по приемному письму от 5 марта 1834 г., а с 1870 года образуют свое отдельное поселение Улкан чувашский.

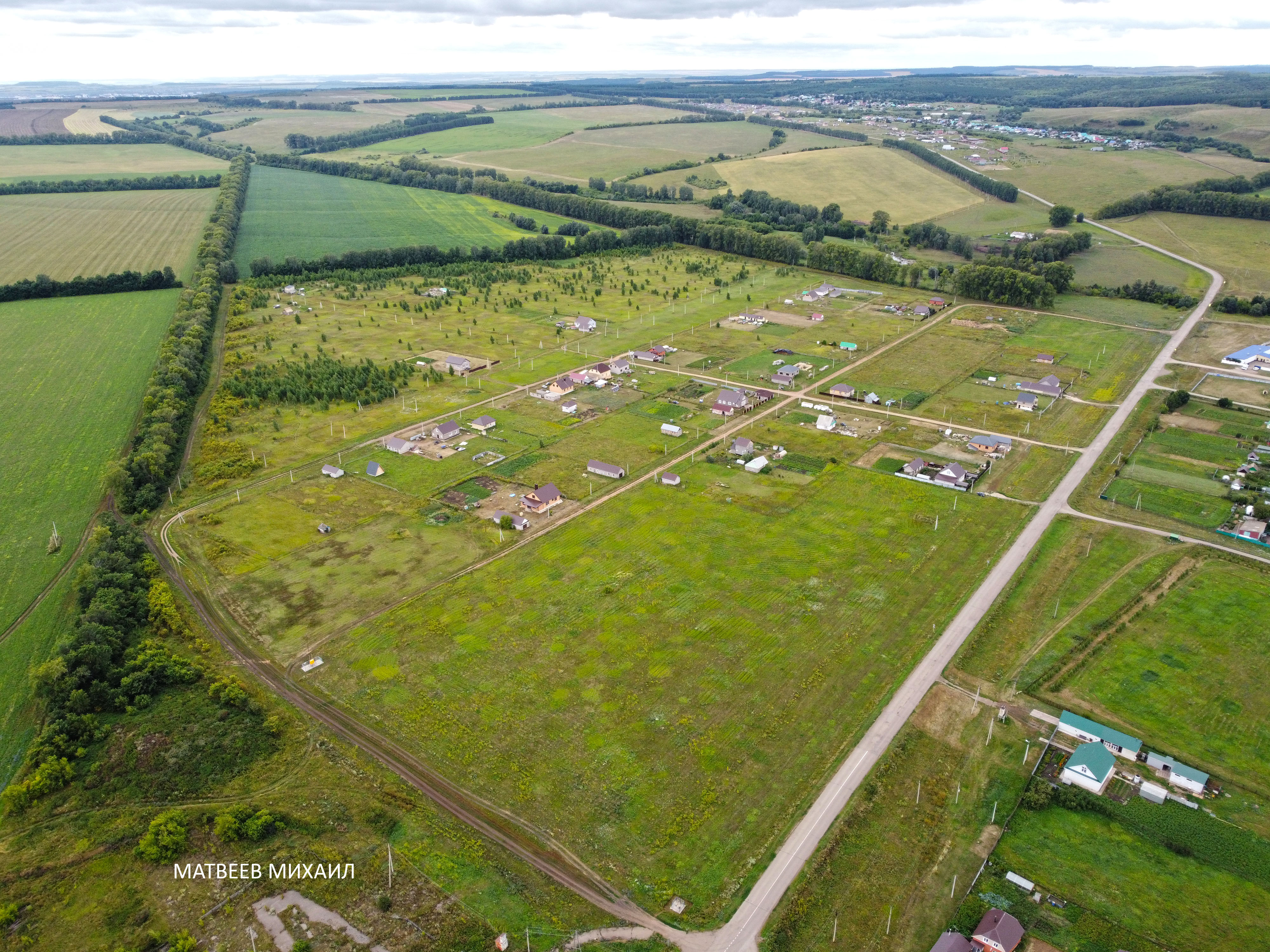
Новостройка

В учётных письменных источниках (ревизских сказках 1762 г.) все жители поселения "Улыканово" и "Улканово, что на речке Улканово" указаны ясашными татарами, подчинёнными волостному старшине Муслюму Усманову (стр. 91-92. "Татары Уфимского уезда (материалы переписей населения 1722–1782 гг.)": справочное издание. 2 изд., испр. и доп. / Отв. ред. Р.Р. Исхаков. – Казань: Институт истории им. Ш. Марджани АН РТ, 2021).
По косвенным материалам (в восстании Е.Пугачева 1773—1775 гг. участвовали 19 ясачных татар села; по данным переписи 1762 года в селе всего зафиксировано 19 душ мужского пола из числа ясачных татар, другие сословия не проживают) можно утвердительно сказать, что в тептярское сословие перешли полностью ясачные и служилые татары. Схожая картина наблюдается и в ряде других сел на данной территории (например, д. Чуваш-Тамьян Тамьянской волости, д. Нуреево Шаранского района и др.), когда до восстания под предводительством Е. Пугачева (по переписи 1762 г.) в селах единственными жителями указываются ясачные татары, а после подавления бунта (при переписях 1783, 1795, 1816 годов) все жители записаны уже в тептярское сословие . В этот период в письменных источниках среди управляющих упоминается волостной старшина Смай Уразметов (стр. 166. "Татары Уфимского уезда (материалы переписей населения 1722–1782 гг.)": справочное издание. 2 изд., испр. и доп. / Отв. ред. Р.Р. Исхаков. – Казань: Институт истории им. Ш. Марджани АН РТ, 2021).
Известно, что близлежащие поселения также были образованы выходцами из Татар-Улканово: Чуваш-Улканово (1870 год), Кыска-Елга (1926 год), Салкын-Чишма, Чулпан.
В советский период в село переселялись также жителя соседних малочисленных деревень, по причине отсутствия в них надлежащей инфраструктуры — в настоящее время данные поселения числятся без постоянно проживающего населения (Чулпан, Салкын Чишма).
Согласно источнику "Алфавитные списки армяно-григорианских церквей и магометанских мечетей в Империи"  (за номером 3516 на стр. 284-285) по состоянию на 1886 год в селе Улкановъ Белебеевского уезда фиксируются 2 мечети при численности жителей 458 чел., третья мечеть была построена позднее. По данным старожилов в дореволюционный период в селе действовали 3 мечети и медресе, вокруг которых были сформированы махалли: первая — махалля центральной мечети, вторая махалля располагалась в оконечности села с наименованием "Апеш" (от имени мельника, мельница которого была расположена на окраине села), третья — рядом с озером по ул. Мичурина. Западнее центральной и приозерной мечетей располагалась оконечность села, именуемая "Чатра" (от сокр. «чатыр багана» — столба с опорами, расположенного в другой части села), а восточнее - оконечность "Апеш". В настоящее время функционирует одна деревянная мечеть (вновь построена рядом с местом размещения дореволюционной центральной мечети, на прежнем месте мечети располагается фельдшерский пункт).
Если в дореволюционный период в селе действовало медресе, то первая начальная школа в советский период открыта в 1919 г. в доме Нагима Губайдуллина, в 1920 году построено первое здание школы (обучение велось с использованием арабской, позднее латинской графики). Первыми учителями были Нагим абый, Саитов, Шарипов, Сажида Баширова .
В селе родились или проживали:
- Гильфанова Магинур Шайсултановна, Заслуженный работник культуры Башкирской АССР ;
- Самигуллина Шамсира Усмановна, Заслуженный работник народного образования Республики Башкортостан 
- Хазиев Фанис Абузарович, Заслуженный работник торговли Республики Башкортостан ;
- Фазлыахметов Фарит Шаехович, Заслуженный работник сельского хозяйства Республики Башкортостан ;
- в Татар-Улкановской школе учился Валиев Камиль Мухамметшакирович, Заслуженный артист РСФСР, художественный руководитель Альметьевского татарского драматического театра ;
- Салахутдинов Танзиль Магсумович, основатель историко-краеведческого музея села (действует 1986 года) ;
- Шарипов Раушан Тимерянович, Заслуженный деятель искусств РТ, доцент Кафедры театрального творчества Казанского государственного института культуры 
- Хазиев Мусагит Нуриевич, заместитель Председателя Верховного Совета БАССР , награжденный орденами Ленина и Октябрьской революции (одни из высших наград в СССР) ;
- ветераны Великой Отечественной войны , кандидаты наук  и др.

## Население
| 2002 | 2009 | 2010 |
| ---- | ---- | ---- |
| 633  | ↗651 | ↗691 |

В дореволюционный период численность населения составляла: 1870 год — 322 человека (122 двора), 1886 год - 458 человек, 1905 год — 540 человек (230 дворов), 1920 год — 712 человек (280 дворов).
Национальный состав
Согласно переписи 2002 года, преобладающая национальность — татары (79 %) .

## Географическое положение
Расстояние до:
- районного центра (Туймазы): 21 км,
- ближайшей ж/д станции (Туймазы): 21 км.

## Религия
В селе есть мечеть.